# Mary Ann DuChai
Mary Ann DuChai, nota anche come Mary Ann Hernek (Ravenna, 3 settembre 1939), è una canoista statunitense, specializzata nel kayak velocità.

## Biografia
Ottenne il diploma alla Hudson High School e lavorò come contabile. La sua squadra di club fu il Turkeyfoot Kayak Club.
Rappresentò gli Stati Uniti ai Giochi olimpici estivi di Roma 1960, dove fu eliminata ai ripescaggi del K2 500 metri, con la connazionale Diane Jerome.
Sposò il canoista ungherese István Hernek, che, dopo la partecipazione ai Giochi olimpici di Melbourne 1956, disertò negli Stati Uniti, come altri atleti ungheresi in risposta alla repressione sovietica della Rivoluzione ungherese del 1956. Con lui gestì per mezzo secolo il Dune Shore Motel, un resort nella penisola superiore del Michigan.